# 索尼VISION-S 01
索尼VISION-S 01是一款由日本索尼研发的全尺寸四门纯电动车。作为索尼彰显其技术实力的体现，这款概念车最初以VISION-S概念款之名亮相于2020年消費電子展（CES）的索尼新品发布会上。

## 历史
SONY VISION-S首次展出于2020年在美国内华达州拉斯维加斯舉行的消費電子展（CES）上。时任索尼总裁吉田宪一郎于新品发布会上表示作为全球领先的传感器制造商，索尼应当为自动驾驶领域做出点贡献。他表示“智能手机已成为过去十年的大趋势，下一个大趋势将是移动出行”。之后，吉田宪一郎在发布会的最后几分钟发布了名为“VISION-S”的电动原型车。由于发布的非常突然，以至于讓《The Verge》发出了“等一下！什么情况？”的感叹。按照索尼官方的介绍，这部车的出现并不是表示索尼将进军整车或成品车设计和制造领域，而是表明索尼将是智能汽车领域在图像传感和音频系统等方面的核心供应商。

## 特性
该车首次被公布时披露其安装有33颗不同的传感器，用以监控车身内外，包括用于道路检测、物体感应和色彩识别的高分辨率且兼容HDR的CMOS传感器、用于昼夜视觉的激光雷达和用于相对速度检测以及距离感应的无线电雷达等。车体基于麦格纳的“新电动汽车平台”设计。其外观类似保时捷卡宴，而内饰则类似于Lucid Air。整车采用四门溜背式设计，正面无装饰性进气格栅，采用贯穿式LED大灯，配有全景天窗、悬浮式车顶、虚拟后视镜、可升降尾翼以及隐藏式门把手。车内配有多个宽屏显示器，后座也配有独立的显示系统以供乘客娱乐，并提供索尼自家的360°全景环绕音效。动力部分为两台200kw引擎，提供最高时速240每小時（149英里每小時），百公里加速时间为4.8秒，有510千米的续航里程。
索尼表示在VISION-S上整合了自家在成像、传感、AI、通讯和云服务等多方面的技术，可以提供达到L2的自动驾驶水平，并提出了名为“安全茧概念（Safety Cocoon Concept）”的安全系统，而工业设计和动力等则交给了专业汽车零部件供应商麦格纳。其他的供应商则包括NVIDIA、高通、采埃孚、博世、黑莓与QNX、大陆、HERE、Elektrobit、镜泰和本特勒等。